# Pravna fakulteta v Splitu
Pravna fakulteta (izvirno hrvaško Pravni fakultet u Splitu), s sedežem v Splitu, je fakulteta, ki je članica Univerze v Splitu.

## Dekani
- Dragan Bolanča (2004-2006)
- Anita Kurtović (2006-danes)